# Cheumatopsyche alampeta
Cheumatopsyche alampeta is een schietmot uit de familie Hydropsychidae. De soort komt voor in het Australaziatisch gebied.